# Голкіпер року в СРСР
Голкіпер року в СРСР — престижна щорічна нагорода, що присуджувалася московським тижневиком «Огонёк» найкращому футбольному воротарю Радянського Союзу. Приз користувався величезною популярністю, стати лауреатом конкурсу було дуже престижно. Коли за підсумком 1978 року редакція часопису вирішила не визначати найкращого, мотивуючи це «відсутністю гідних кандидатур», реакцією була хвиля невдоволення серед читачів.

## Історична довідка
До 1986 року включно опитування у звичному значенні не було, бо найкращих обирали таким чином: редактор спортивного відділу журналу радився зі своїми колегами з інших видань, а потім повідомляв головному редактору «Огонька» ім’я голкіпера-переможця. Отже, довгий час Воротарів року в СРСР визначали не голосуванням, а рішенням кількох осіб.
Втім, у нижченаведеному списку лауреатів наявні два випадки (за 1969 і 1987 рр.), коли називали футболістів, які посіли другі місця, і ще два (1989 і 1990 рр.), де відомі також «срібний» і «бронзовий» призери. Ситуацію 1969 року прояснює фрагмент журнальної статті:
|  | «На приз «Огонька» претендовали два равноценных вратаря — В.Рудаков (Киевское «Динамо») и А.Кавазашвили («Спартак») /…/ учитывая, что В.Рудаков успешно защищал ворота сборной почти во всех матчах сезона, редакция решила вручить Кубок ему» [«Огонёк», №50, с.30] |

(Існує версія, що московські журналісти віддали перемогу Рудакову, бо не могли уявити, щоб при граючому Яшині хтось зрівнявся б із ним за кількістю титулів — для Кавазашвілі це було би вже третє звання найкращого голкіпера СРСР.)
Чимось подібною була ситуація і в 1987 році, коли приз отримав назву «Вратарь года», замість попередньої — «Кубок Огонька»: автор статті, повідомивши про впевнену перемогу Дасаєва, зазначив, що:
|  | «ближайший преследователь Дмитрий Харин набрал 326 голосов» [«Огонёк», №51, с.7]. |

Ну а в 1989 і 1990 роках журнал просто називав трійки найкращих.

## Лауреати

### 1960
Лев Яшин («Динамо» (Москва))

### 1961
Володимир Маслаченко («Локомотив» (Москва))

### 1962
Сергій Котрікадзе («Динамо» (Тбілісі))

### 1963
Лев Яшин («Динамо» (Москва))

### 1964
Віктор Банніков («Динамо» Київ))

### 1965
Анзор Кавазашвілі («Торпедо» (Москва))

### 1966
Лев Яшин («Динамо» (Москва))

### 1967
Анзор Кавазашвілі («Торпедо» (Москва))

### 1968
Юрій Пшеничников (ЦСКА (Москва))

### 1969
1. Євген Рудаков («Динамо» Київ))
2. Анзор Кавазашвілі («Торпедо» (Москва))

### 1970
Віктор Банніков («Торпедо» Москва)

### 1971
Євген Рудаков («Динамо» Київ))

### 1972
Євген Рудаков («Динамо» Київ))

### 1973
Володимир Пільгуй («Динамо» (Москва))

### 1974
Олександр Прохоров («Спартак» (Москва))

### 1975
Олександр Прохоров («Спартак» (Москва))

### 1976
Володимир Астаповський (ЦСКА (Москва))

### 1977
Юрій Дегтерьов («Шахтар» (Донецьк))

### 1978
не присуджувався

### 1979
Отарі Габелія («Динамо» (Тбілісі))

### 1980
Ринат Дасаєв («Спартак» (Москва))

### 1981
В'ячеслав Чанов («Торпедо» (Москва))

### 1982
Ринат Дасаєв («Спартак» (Москва))

### 1983
Ринат Дасаєв («Спартак» (Москва))

### 1984
Михайло Бірюков («Зеніт» (Ленінград))

### 1985
Ринат Дасаєв («Спартак» (Москва))

### 1986
Віктор Чанов («Динамо» Київ))

### 1987
1. Ринат Дасаєв («Спартак» (Москва)) — 3261 очко
2. Дмитро Харін («Торпедо» (Москва)) — 326

### 1988
Ринат Дасаєв («Спартак» (Москва))

### 1989
1. Станіслав Черчесов («Спартак» (Москва))
2. Валерій Городов («Дніпро» (Дніпропетровськ))
3. Віктор Чанов («Динамо» Київ))

### 1990
1. Станіслав Черчесов («Спартак» (Москва)) — 4386
2. Олександр Уваров («Динамо» (Москва)) — 3842
3. Віктор Чанов («Динамо» Київ)) — 1035

### 1991
Валерій Саричев («Торпедо» (Москва))

## Цікаві факти
- лауреатами призу ставали 18 голкіперів із 9 клубів;
- індивідуальним рекордом за кількістю перемог володіє Ринат Дасаєв (6);
- командними рекордами володіють московські «Торпедо» (4 лауреати) і «Спартак» (10 перемог).